# Втрати силових структур внаслідок російського вторгнення в Україну (лютий 2025)

## Список загиблих за лютий 2025 року

### 1 лютого
- Касян Ігор — 15 квітня 1998, с. Лутківка. Загинув на Донеччині[1]
- Притула Андрій Іванович — 1984 р.н., с. Добряничі. Загинув в Полтаві.[2]
- Ішков Андрій — молодший сержант. 36 років. Загинув на Донеччині.[3]
- Лазарєв Сергій — 45 років. Загинув поблизу села Андріївка Донецької області.[3]
- Лапичак Тарас — в/ч А4862. 34 роки, с. Міженець. Загинув на Донеччині.[4]
- Мельник Михайло — в/ч А9938. 49 років, с. Ременів. Загинув на Донеччині.[4]
- Коваль Роман — 95 ОДШБр. 24 роки, м. Судова Вишня. Загинув на Курщині.[4]
- Ковтун Руслан В'ячеславович — сержант, головний сержант механізованої роти механізованого батальйону. 5 лютого 1979.[5]
- Ільків Роман — 10 ОГШБр. 42 роки, м. Стрий. Загинув на Харківщині.[6]
- Гопкало Роман — м. Долинська.[7]
- Пасічний Роман — Луганський прикордонний загін-бригада «Помста». 5 червня 1982, м. Косів. Загинув внаслідок атаки російського FPV-дрона поблизу міста Сіверськ Донецької області. [8]

### 2 лютого
- Шевчук Дмитро  -старший солдат.33 роки.Загинув Покровський район,село Грішино.[3]
- Сахарчук Олег — сержант. 46 років. Загинув на Запоріжжі.[3]
- Карацай Андрій — старший солдат. 33 роки. Загинув в районі Торецька Донецької області.[3]
- Савчин Володимир — 14 Бр НГУ. 52 роки, с. Великосілки. Загинув на Донеччині.[9]
- Коваль Любомир — 33 ОМБр. 35 років, с-ще Запитів. Загинув на Донеччині.[9]
- Бондар Віктор — 5 прикордонний загін. 40 років, м. Шептицький. Загинув в районі села Новеньке на Сумщині.[10]
- Тушаковський Борис — 43 роки. Загинув на Запоріжжі.[11]
- Гребіник Олександр — загинув в районі села Мар‘їне на Сумщині.[12]
- Житній Олександр — 1985 р.н., с. Боромля. Загинув на Луганщині.[13]

### 3 лютого
- Спіцин Антон Вадимович — молодший лейтенант. 1990, Харківська область.[14]
- Болотов Іван — капітан, льотчик-винищувач, 831 БрТА. 24 роки.[15]
- Длугош Сергій — 33 ОМБр. 35 років, с. Верхня Білка. Помер в Львівському госпіталі.[9]
- Белей Володимир — 155 ОМБр. 53 роки, м. Миколаїв Львівської обл. Помер під час реабілітації.[9]
- Федюк Іван — старший солдат, оператор БПЛА 91-го Охтирської полку підтримки. 19 березня 1990, с. Жуків. Загинув в Запорізькій області.[16]
- Іщук Валерій («Пух») — 125 ОБрТрО. 11.12.1984, 41 рік, м. Львів.[10][17]
- Гусак Віталій — командир відділення безпілотних авіаційних комплексів. 38 років, м. Суми. Загинув на Покровському напрямку.[18]
- Літвін Дмитро Іванович — солдат, механік-водій штурмового взводу. 28 серпня 1978. Загинув на Донецькому напрямку.[5]
- Флісник Ярослав Вікторович — солдат, 33 окремий інженерний батальйон. Загинув в районі села Локня Сумської області.[5]
- Сізов Денис Олександрович — старший солдат, оператор БПЛА 91-го Охтирської полку підтримки. 24 роки. Загинув на Донеччині.[19] [20]

### 4 лютого
- Яринський Юрій — помічник гранатометника, 72 ОМБр. 20 січня 1970, с. Стрільче.[21]
- Могила Олег — 03.12.1985 р.н., с. Мишковичі. Загинув поблизу села Радьківка на Сумщині.[22]
- Лакей Олександр Віталійович — 01.11.1983 р.н.. Загинув на Донеччині.[23][24]
- Кісер Іван — 49 ОШБ «Карпатська Січ». 10.10.1990 р.н., м. Калинівка. Загинув біля Торецька.[25]
- Коряка Роман — загинув поблизу села Котлине на Донеччині.[26]
- Самофал Олександр Володимирович — солдат, майстер-номер обслуги мінометного взводу. Загинув в районі села Уди Харківської області.[5]
- Олєйніков Євген — загинув на Запоріжжі.[27]

### 5 лютого
- Ємець Максим Михайлович — капітан. 21 вересня 1994, с. Старий Косів.
- Кушнірюк Олександр — лейтенант. с-ще Берегомет.[28]
- Клещов Сергій Олександрович — старший солдат, стрілець-санітар стрілецького батальйону. Загинув в районі села Погребки Суджанського району Курської області РФ.[5]
- Нетруненко Андрій — 11 ОМПБ. 30.10.1997 р.н., Стебник.[29]
- Чикулай Степан — старший сержант, водій комендантського взводу. 1977. Помер в лікарні в Запоріжжі.[30]
- Стець Юрій — 5 ОВМБр. 18.06.1973, м. Львів.[31]
- Лосик Михайло — 5 ОВМБр. 12.03.1975, с. Михайлевичі.[31]
- Зубков Олександр Сергійович — солдат, оператор радіоелектронної розвідки взводу радіоелектронної розвідки. Загинув в районі села Улакли Волноваського району Донецької області.[5]
- Курбет Руслан Михайлович — 08.01.1980 р.н.. Загинув на Курщині.[32]
- Дорошенко Олександр — 14 ОМБр. 4.3.1977. Загинув на Харківщині.[33]

### 6 лютого
- Барась Богдан Вячеславович — 23.12.1997 р.н.. Помер у Львівській лікарні.[23][24]
- Рябченко Володимир Григорович — загинув поблизу села Гуєво Суджанського району Курської області.[5]
- Павленко Вадим — солдат. 23.05.1975 р.н., м. Хорол. Загинув на Донеччині.[34]
- Лютий Олександр — солдат. 49 років. Загинув на Донеччині.[13]

### 7 лютого
- Дзюбик Василь — молодший сержант. 50 років, с. Болязуби.[35]
- Бочелюк Михайло — в/ч А2582. 26 років, с. Микити. Загинув поблизу Суджі на Курщині.[36]
- Богомол Юрій — молодший сержант. 28.12.1992 р.н., с-ще Покотилівка.[27]
- Іванський Владислав Васильович — старший матрос, розвідувальна рота, 36 ОБрМП. 21 квітня 2003, с. Хороцеве. Загинув в Сумській області від авіаудару.[37]
- Овчар Андрій Володимирович — лейтенант, командир роти вогневої підтримки. 46 років, м. Калуш [38][39]
- Нечипоренко Андрій — 17 ОВМБр. 1.09.1995, м. Мелітополь.[40][41]
- Філін Андрій Олександрович — солдат, командир відділення управління мінометної батареї. Загинув на Донеччині.[5]
- Биченко Микола — 1986 р.н.. Загинув внаслідок ДТП на Київщині.[13]
- Волошин Валентин — 7-й прикордонний загін. 9.01.1972, м. Львів.[42]

### 8 лютого
- Фурдак Артем — головний сержант, в/ч А7053. Загинув в Херсоні.[43]
- Мельник Юрій — молодший сержант. с. Дунів.[44]
- Томченко Дмитро — сержант, в/ч А4138. 23 роки, м. Ходорів. Помер в лікарні.[45]
- Щергунов Сергій — загинув у селі Водяне на Донеччині.[27]

### 9 лютого
- Федорчак Іван — 7.7.1994, с. Ясень. Поранений 31 січня 2025 року під м. Часів Яр, помер в лікарні в Києві.[46]
- Карамян Надарій Валерійович — солдат, в/ч А0284. 27.09.1993 р.н., с. Бондарі.[47]
- Калашников Максим — солдат. 25.03.1967 р.н. Загинув у селі Тихоновичі на Чернігівщині.[26]
- Кононенко Михайло — інспектор прикордонної служби комендатури швидкого реагування «Шквал». 39 років, м. Стрий. Поранений на Донеччині, помер в лікарні.[41]
- Крупін Олексій — 34 роки, м. Селидове. Загинув на Курщині.[48]
- Манько Сергій — 38 років. Помер в лікарні в Тернополі.[26]
- Мішин Дмитро Олегович — солдат. Загинув на північно-східному напрямку.[5]
- Дребот Артем — сапер, 93 ОМБр. 30 квітня 1993. Загинув в Донецькій області.[49]
- Панькевич Олег — 65 ОМБр. 8.08.1973, м. Львів.[40][41]
- Щетін Владислав — с. Приколотне. Загинув на Курщині.[27]

### 10 лютого
- Дутчак Тарас Васильович — 10 квітня 1995, с. Маріямпіль Івано-Франківської області. Загинув поблизу села Лук'янівське Василівського району Запорізької області.[50]
- Кінаш Роман («Атлас») — 10 ОГШБр. 10.12.1994 р.н., с. Середній Майдан. Загинув на Донеччині.[51]
- Бережнов Ігор Олександрович — сержант резерву запасної роти військової частини А7014. 1979 р.н., м. Шептицький, Львівська область. Помер у Краматорську.[52]
- Биков Михайло Ігорович — лейтенант окремої механізованої бригади. Загинув на Донеччині.[5]
- Феденчук Валерій Володимирович — 102 ОБрТрО. 27 травня 1969, селище Кути. Загинув поблизу села Малинівка Пологівського району Запорізької області.[53]
- Виборов Олександр — 1995 р.н..[27]
- Давиденко Микола — молодший лейтенант. 09.02.1996 р.н., с. Михайлівка-Рубежівка. Загинув на Донеччині.[54]
- Волков Сергій — кулеметник. 1992 р.н.. Загинув в районі села Дар'їно на Курщині.[13]
- Парфьонов Юрій Миколайович — солдат, м. Долинська.[55]
- Лазарев Євгеній Валерійович — головний сержант, в/ч А4669. 05.04.2001 р.н., м. Біла Церква. Загинув поблизу населеного пункту Нікольський Суджанського району Курської області.[56]

### 11 лютого
- Федоляк Михайло Антонович — стрілець-санітар гірсько-штормової роти. 1976 р.н, м. Калуш, Івано-Франківська область. Поранений, помер у Івано-Франківській лікарні.[57]
- Луцький Святослав — 95 ОДШБр. 18.01.1987 р.н., с-ще Кути. Загинув на Курщині.[58]
- Світенко Андрій — 79 ОДШБр. 30 років, м. Городок.[59]
- Кошевецький Гліб — офіцер розвідки.[13]

### 12 лютого
- Горніцький Олександр — загинув на Харківщині.[60]
- Дергачов Вадим Сергійович — майор, 63 ОМБр. 8.12.1965, м. Яворів.[40]
- Сова Олександр Володимирович — капітан, помічник начальника відділення зв'язку та інформаційних систем штабу 72-ї окремої механізованої бригади.[5][41]
- Харович Анатолій — запасна рота в/ч А4718, 22 ОМБр. 45 років, с. Завидовичі Великолюбінської громади. Помер біля Золочева Харківської області.[61]
- Поліщук Іван — 24 ОМБр. 39 років, с. Великі Дідушичі Стрийської громади.[61][62]
- Лазорко Василь — в/ч А4638, 3 ОШБр. 41 рік, м. Жидачів. Загинув на Луганщині.[63]
- Сидоренко Сергій — солдат. 55 років. Помер внаслідок серцевої недостатності.[13]
- Ребрик Владислав Іванович — солдат. 05.09.1974 р.н., с. Машівка. Загинув в Ворожбі на Сумщині.[64]
- Мех Сергій — старший солдат. 44 роки. Загинув на Донеччині.[65]
- Прокопенко Дмитро Юрійович — солдат. 37 років, м. Кременчук. Загинув на Курщині.[66][67]

### 13 лютого
- Петров Андрій — 10.11.1976 р.н., м. Фастів. Загинув на Харківщині.[68]
- Фокшек Руслан — лейтенант. с. Матроска. Загинув на Сумщині.[69]
- Кучерявий Віктор — 12.03.1978 р.н., с. Фотовиж. Загинув на Донеччині.[26]
- Мацак Віталій Васильович — загинув на Донеччині.[5]
- Чигриченко Олександр Володимирович — загинув на Донеччині.[5]
- Мочула Василь Богданович — 33 ОМБр. 6.11.1971 р.н.,  м. Хоростків. Загинув неподалік населеного пункту Улакли Волноваського району Донецької області від удару FPV-дрону [70][71]

### 14 лютого
- Петрук Владислав Павлович — молодший сержант, 5 БОПр НГУ. 19.04.2002 р.н., м. Луцьк. Загинув на Харківщині.[72][73]
- Єлісєєв Вадим Сергійович — сапер, 1 ОТБр. 30.05.1998 р.н., с-ще Куликівка. Загинув в Миколаєві внаслідок теракту.[74]
- Ключнікова Олена — загинула в Миколаєві внаслідок теракту.[75]
- Сірик Євгеній — загинув в Миколаєві внаслідок теракту.[75]
- Ванюхін Ігор — 19 років. Загинув на Луганщині.[27]

### 15 лютого
- Русінов Сергій — капітан поліції, стрілецький батальйон особливого призначення в Донецькій області. 2.04.1976, м. Макіївка, Донецька область.[76]
- Войтович Микола — старший водій, 42 ОМБр. 50 років. Поранений у листопаді 2024 року на Харківському напрямку, помер в лікарні.[62]
- Янишенко Юрій — солдат, сапер-електрик, в/ч А7039, 111 ОБрТрО. с. Пилипи.[77]
- Сидоренков Олександр — солдат. 1979 р.н..[13]
- Ульман Кирило В'ячеславович — молодший сержант, помер в районі міста Авдіївка [78].

### 16 лютого
- Борщ Юрій — старший лейтенант, в/ч А7071, 104 ОБрТрО. 56 років, м. Хуст.[79]
- Серганчук Андрій Миколайович — сержант. 11.06.1984 р.н., с. Рокині. Загинув в районі Торецька на Донеччині.[80]
- Наконечний Роман Іванович — 30.09.1982 р.н., с. Дубовиця. Загинув на Запоріжжі.[81]
- Депутат Василь Ярославович — молодший сержант, командир 3 стрілецького відділення. 24 березня 1972, с. Вільшаниця. Загинув в Запорізькій області.[82]
- Гечко Мартін — 3 ОШБр. 18.06.1981, с. Нагірці Львівської області.[83]
- Крицький Володимир Вікторович — старший солдат. Загинув у Курській області.[84]
- Хоменко Микола Володимирович — солдат. м. Кременчук. Загинув на Донеччині.[64]
- Шелепетень Роман Романович, 1992 р.н., с. Розвадів.[85]
- Шелудяков Михайло Юрійович, солдат, старший бойовий медік, 18.11.1990 року, с. Оришківці. Загинув  в бою під населеним пунктом Андріївка Волноваського району Донецької області.[86]
- Пульман Олександр («Патрон») — 77 ОАеМБр. 38 років, м. Сарни. Загинув на Харківщині.[87]

### 17 лютого
- Тодорук Петро — солдат. 1994 р.н., с. Микуличин. Загинув на Донеччині.[88]
- Степанюк Дмитро Анатолійович — солдат. 01.07.1990 , с. Петрівці. Загинув на Донеччині.[89]
- Гавриш Василь Васильович — Старший водій-гранатометник мінометного взводу в/ч А4935, 150 ОМБр. 31.12.1982, селище Обертин. Помер у Херсоні.[90]
- Керніцький Степан — 42 ОМБр. 9.01.1981, м. Львів.[91]
- Лаба Сергій Петрович, 1968 р.н., с. Богдашів, проживав у Здолбунові. Загинув на Донеччині.[92][93]

### 18 лютого
- Баранюк Михайло Зіновійович — солдат. 31.07.1982 р.н., с-ще Машівка. Загинув на Донеччині.[89]
- Перун Олег —7-й прикордонний загін. 22.05.1976, м. Львів.[94]
- Вячеслав Дикий — солдат. 1989 р.н., м. Полтава. Загинув на Луганщині.[95]
- Бойчук Станіслав Юрійович — молодший сержант, командир розвідувального відділення 30 ОМБр. 34 роки, с. Іванівка. Загинув на Бахмутському напрямку [96][97][98]

### 19 лютого
- Обшира Любомир — гранатометник роти вогневої підтримки. 17 серпня 1993, с. Сілець.[99]
- Ворожченко Богдан Романович — солдат. 02.11.1997 , с-ще Оржиця. Загинув на Донеччині.[89]
- Нагорняк Василь — 6 січня 2002.[100]
- Солоха Валерій Степанович — старший солдат. 1976 р.н., с. Мукошин. Загинув на Курщині.[101]
- Струк Юрій — 155 ОМБр. 9.01.1982, м. Івано-Франківськ.[94]
- Сидор Олег — 95 ОДШБр. 45 років, м. Львів.[102]

### 20 лютого
- Карпік Валентин — 26 років, с. Раків Ліс. Загинув на Донеччині.[103]
- Паюк Віктор — 37 років, м. Володимир. Загинув на Курщині.[103]
- Чернов Андрій — 151 ОМБр. 26.07.1996, м. Родинське Донецької області[42]
- В'єнц Степан — матрос, в/ч А4765. 24 роки, с-ще Розділ. Загинув на Донеччині.[102]
- Мостович Андрій («Лемур») — старший солдат, старший стрілець-оператор, 32 ОМБр. 2 січня 1984, м. Коростень. Загинув в районі села Піщане на Донеччині [104].

### 21 лютого
- Мельник Богдан — старший солдат. 18.03.1972 р.н.. Загинув в районі села Юнаківка внаслідок атаки FPV-дрона.[105]
- Коколадзе Дмитро — 246 ОБ. м. Чорноморськ. Загинув на Херсонщині.[106]
- Крутько Роман — 3 липня 1981 [107]

### 22 лютого
- Хропко Володимир Олександрович — сержант. 10.04.1987 р.н., м. Пирятин. Загинув на Сумщині (с. Садки, Сумського району, Сумської області).[64]
- Німчук Сергій — 155 ОМБр. 24.03.1981, с. Волинське Херсонської області.[108]
- Глушко Микола — 35 ОБрМП. 39 років, с-ще Щирець. Загинув на Донеччині.[102]
- Галенко Ігор Олександрович — солдат, 44 ОМБр. 06.08.1983 р.н.. Загинув на Дніпропетровщині.[109]
- Близнюченко Сергій — 25 років, с. Свічкареве [110]

### 23 лютого
- Коваленко Олександр Володимирович («Підкова») — майор, 116 ОБрТрО. 01.03.1972 р.н., с. Рибці. Загинув на північно-східному напрямку.[111]
- Кісілевич Михайло Іванович — в/ч А4638. 30.07.1990 р.н., с. Бутини. Загинув на Харківщині.[112]
- Пататюк Михайло Васильович — солдат, розвідник. 1976, с. Перехресне. Загинув поблизу села Звірове Покровської громади Донецької області.[113]
- Свягла Володимир — навідник мотопіхотного відділення. 9 серпня 1977, м. Івано-Франківськ. Загинув у Донецькій області.[114]
- Поплавський Микола — 87 ОАеБ. 27 років, с. Цепцевичі. Загинув на Курщині.[87]
- Бобеляк Олег — старший солдат, в/ч А0284. 36 років, с. Хишевичі.[115]
- Богомолов Микола Михайлович — солдат. 8 жовтня 1984, с. Горбанівка [116]

### 24 лютого
- Кокошко Віталій — 72 ОМБр. 58 років, м. Одеса, відомий режисер реклам.[117][118]
- Щербак Денис — 30.01.2000 р.н., с. Рубці. Загинув на Сумщині.[119]
- Заяць Сергій — 12.01.1984 р.н.. Загинув на Донеччині.[120]
- Гавер Ждан («Француз»/«Вампір»)— 44 ОМБр. 1 червня 2001, м. Київ. Загинув поблизу с. Дніпроенергія Донецької області.[121]
- Лебідь Віталій Васильович («Зуб») — 108 ОМБ «Вовки Да Вінчі». 21.08.1982, м. Тернопіль. Загинув на Покровському напрямку.[122][123]
- Профатілов Євгеній  Михайлович («Проф») — пілот БПЛА, 108 ОМБ «Вовки Да Вінчі». 4.6.2002, м. Прилуки.[124][125][126][127]
- Ткаченко Денис Дмитрович («Ткач») — пілот БПЛА, 108 ОМБ «Вовки Да Вінчі». 9.10.2004, м. Прилуки.[124][125][126]
- Олексій Самчук — 1977 р.н., Полтавщина.[95]
- Волчанський Олексій — Донецький прикордонний загін. 3.3.1978, м. Львів.[128]
- Вічев Роман Ералійович («Грім») — молодший сержант, 1-й механізований батальйон 47 ОМБр. 3.11.1995, м. Світловодськ. Загинув в Курській області  [129]

### 25 лютого
- Стрінжа Ілля Валерійович — молодший сержант. 14.09.1980 р.н.. Загинув на Донеччині.[130]
- Шеффер Ігор — 18.01.1966 р.н., м. Суми.[131][132]
- Іванів Ярослав — 155 ОМБр. 31.10.1992, м. Новий Розділ, Львівська область.[108]
- Павлик Іван — в/ч А4123, 67 ОМБр. 45 років, с. Завадівка. Загинув на Сумщині.[133]
- Кривенко Юрій — солдат. 03.06.1987 р.н., м. Полтава. Загинув на Сумщині.[66]
- Снігір Іван — Донецький прикордонний загін. 22.07.1999, м. Миколаїв.[128]
- Ходзінський Євген — 4 БрОП. 40 років, м. Городок. Загинув поблизу Івано-Дар'ївки Бахмутського району Донецької області.[134]

### 26 лютого
- Качелюк Роман — старший солдат, 65 ОМБр. Загинув на Запоріжжі.[135]
- Прощук Михайло — старший солдат, 79 ОДШБр. 16 листопада 1999, с. Космач. Учасника АТО. Загинув на Донеччині.[136]
- Ващук Юрій — молодший сержант. 2002 р.н., с-ще Млинів. Загинув на Запоріжжі.[87]
- Чигрин Роман Миколайович — солдат, 17 ОВМБр. 03.09.1980 р.н.. Загинув у Суджі.[66]
- Кравченко Олег — 06.11.1970 р.н., м. Полтава. Помер і Полтавській лікарні.[66]
- Кіліян Володимир — 95 ОДШБр. 22.06.1989, м. Львів.[137][138]
- Горбашевський Денис — старший солдат, в/ч А7013. Загинув на Запоріжжі.[139]
- Ємбрик Валентин — оператор БПЛА. 31 серпня 2000, м. Ужгород. Проживав в Бурштині [140][141]
- Фіголь Володимир Васильович — капітан 75 батальйон 102 ОБрТрО. Загинув від скиду керованої авіаційної бомби [142]

### 27 лютого
- Ратушний Василь («Каштан») — оператора БПЛА, 414 ОБрУБАС «Птахи Мадяра». м. Київ. Брат Романа Ратушного. Загинув від прильоту FPV-дрону.[143]
- Палій Захар Васильович — 95 ОДШБр. 15.05.1989, м. Львів.[137][138]
- Дідківський Василь — молодший сержант. 11.08.1973 р.н., с. Косово. Загинув на Харківщині.[144]
- Піхоцький Василь — 115 ОМБр. м. Борислав. Загинув біля міста Лиман Донецької області.[138]
- Андрійович Микола — 27 ОСБ. м. Шептицький. Загинув в Сумській області.[138]
- Горбач Петро Петрович — молодший сержант, заступник командира бойової машини-навідника, 5 ОВМБр. 14.08.1991, Закарпаття. Загинув в районі населеного пункту Андріївка Волноваського району Донецької області [145]
- Фільварок Ігор Миколайович — солдат. 26 березня 1979 [146]
- 🇺🇦 Гаврилюк Олександр Володимирович - оператор-розвідник. Народився 1 жовтня 1983 року. Загинув в с. Успенівці Покровсьокого району. Багатодітний батько та єдиний син. З початку повномасштабного вторгнення став на захист України. 59 бригада

### 28 лютого
- Лях Іван — ДПСУ. 47 років, с. Братковичі.[133]
- Дешевий Леонід Миколайович — капітан, заступник командира інженерно-технічної роти групи інженерного забезпечення, 32 ОМБр. Загинув в районі села Курицине Краматорського району Донецької області [147]